# To From
To From（トゥフロム）は、SOUL'd OUTの6thアルバムである。2014年4月9日にSMEレコーズから発売された。

## 概要
- オリジナルアルバムとしては前作「so_mania」より約1年半ぶりとなるリリース。
- 2014年1月30日にグループの解散宣言と共にリリースを発表。オリジナルアルバムとしては最後のリリースとなる。
- 初回盤、通常盤ともにオリジナルアルバムの他に、ファン投票により構成されたファンベストを収録。
- 初回盤には2013年6月2日にSHIBUYA-AXにて行われたライブ「SOUL'd OUT LIVE TOUR 2013 "To All The Soldiers & Angels"」の模様を収録したDVDが付属。

## 収録曲

### DISC1
1. opening (1:26)
2. My Melancholic Prequel (4:22)
3. Sticky 69 (5:00)
タイトルは「スティッキーロック」と読む。
4. Sweet Grrl パイセン (3:57)
5. SUCK MY ART (4:12)
6. Twilight Twilight (5:24)
7. MARTIAN MARTIAN (3:11)
8. Hoochie Coo Baby (4:51)
発売前にライブ「LIVE TOUR 2013 "To All The Soldiers & Angels"」で披露されており、その模様は初回盤のDVDに収録されている。
9. one man cast alone (4:38)
10. scribbles (11:35)
「scribbles」とは「殴り書き」という意味。
11. Dear My Cru (6:46)

### DISC2 ["The Classics"]
1. Starlight Destiny
2. To All Tha Dreamers
3. ALIVE
4. ウェカピポ
5. TOKYO通信 ～Urbs Communication～
6. VOODOO KINGDOM
7. GASOLINE
8. Dream Drive
9. COZMIC TRAVEL
10. UnIsong
11. Magenta Magenta
12. HUNTER
13. イルカ
表記は無いがアルバムバージョンであり、アウトロが変更されている。
14. SUPERFEEL

### DVD (初回仕様)
1. Intro
2. and 7
3. soooooooo_mania
4. Hoochie Coo Baby
5. Digest (TOKYO通信 ～Urbs Communication～ / To All Tha Dreamers / VOODOO KINGDOM / ウェカピポ / Starlight Destiny)